# Trólebus de Córdova (Argentina)

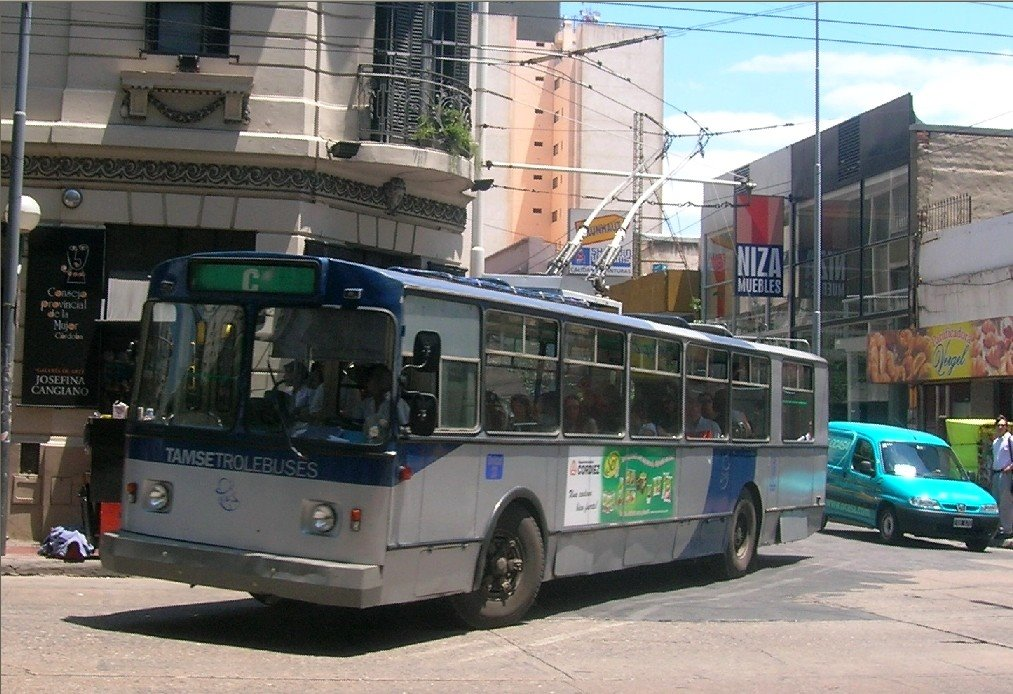
Trólebus russo ZIU 682b em circulação na linha TC

O trólebus de Córdova é um sistema de transporte coletivo da cidade argentina de Córdova.
Inauugrado em 1989 é o mais novo dos três sistemas de trólebus existentes na Argentina. Possui 34 veículos distribuídos por 3 linhas. Uma particularidade do sistema é o fato dos trólebus serem dirigidos exclusivamente por mulheres.

## História

### Início
Parte de um ambicioso plano de transportes coletivos, o sistema de trólebus tem suas obras iniciadas em meados da década de 1980. A empresa soviética VVO Technoexport fica responsável pela instalação do sistema elétrico e importaçãodos primeiros veículos, de Uritzky modelo ZIU (Zavod imeni Uritskogo) 682b. O sistema seria inaugurado em 7 de maio de 1989, embora os últimos trólebus russos modelo 683c que completariam a frota chegassem apenas em 1990. Em 1992 a frota era composta de 32 trólebus simples (mod 682b) e 12 articulados (mod. 683c).
No ano 2000 são incorporados 16 trólebus simples , de fabricação chinesa, da marca Norinco.
Desde sua inauguração até hoje o sistema foi administrado pelas seguintes empresas:
- Expreso Emir S/A (1989 - 1993)
- Transportes Eléctricos Cañadenses (1993 - 1996)
- Município de Córdoba (1996 - 1997)
- Trolecor S/A (1998 - julho de 2004)
- TAMSE - Transporte Automotor Municipal Sociedad del Estado (2004 - atualmente)

### Situação atual
No final de 2007 o sistema operado pela empresa municipal TAMSE (Transporte Automotor Municipal Sociedad del Estado) dispôe de 34 veículos em operação (que cobrem as linhas TA,TB e TC) e 2 em processo de recuperação. Desse total somente 5 são de origem chinesa, de qualidade inferior. O restante da frota encontra-se imobilizado na Sede Base de Viamonte esquina Oncativo, por falta de peças de reposição e em estado deteriorado.

## Linhas
O sistema possui 3 linhas:

### Linha A
De Mariano Fragueiro a Plaza de las Américas. 
- Ida: de Avellaneda y De los Santos - por ésta - Fragueiro - Pje. Pacheco - Urquiza - Campillo – Av. R. Sáenz Peña - Pte. Centenario – Av. Gral. Paz - Av. V. Sársfield  hasta Rotonda Plaza de Las Américas.
- Volta: de Rotonda Plaza de las Américas y Richarson  - por ésta - Belgrano - M. T. De Alvear - Belgrano - Tucumán - La Tablada - Bv. Mitre – Puente Antártida - Lavalleja - Bedoya - Urquiza – Pje. Pacheco - Fragueiro - De Escola hasta Avellaneda.

### Linha B
De B°  Pueyrredón a B° Alto Alberdi. 
- Ida: de Bv. Domingo Zípoli y Av. Colón - por ésta - Av. Olmos - Puente 24 de Setiembre - Av. 24 de Setiembre - Av. Patria hasta Padre Luis Monti.
- Volta: de Padre Luis Monti y Av. Patria - por ésta - Sarmiento – Puente Sarmiento - Bv. Guzmán - Lima - Santa Rosa - Avellaneda - Av. Colón - Esperanto - Santa Rosa - Bv. Domingo Zípoli hasta Av. Colón.

### Linha C
De B° Ameghino a  B° San Vicente. 
- Ida: de De la Fuente y A. Zanni - por ésta - Félix Paz - Av. F. Aérea - Av. Julio A. Roca - Peredo - Belgrano - Av. M.T de Alvear - Belgrano - Tucumán - Av. Colón  - Av. E. Olmos - Puente 24 de Setiembre - Av. 24 de Setiembre - Viamonte - Larrea - R. Dominicana - A Carbó - C. Pellegrini - San Jerónimo - Ob. Castellanos - Entre Ríos - Solares - San Jerónimo hasta Plaza Lavalle.
- Volta: de Plaza Lavalle - por San Jerónimo - B. De Irigoyen - Ob. Maldonado - A. Carbó - República Dominicana - Larrea - Roma - Sarmiento - Puente Sarmiento - Bv. Guzmán - Lima - Santa Rosa - Av. Gral. Paz - Av. V. Sársfield - Achaval Rodríguez -  M. T. de Alvear    -    Julio A. Roca  -  Av. Fuerza Aérea  -  De la Fuente - hasta Pedro Zanni.

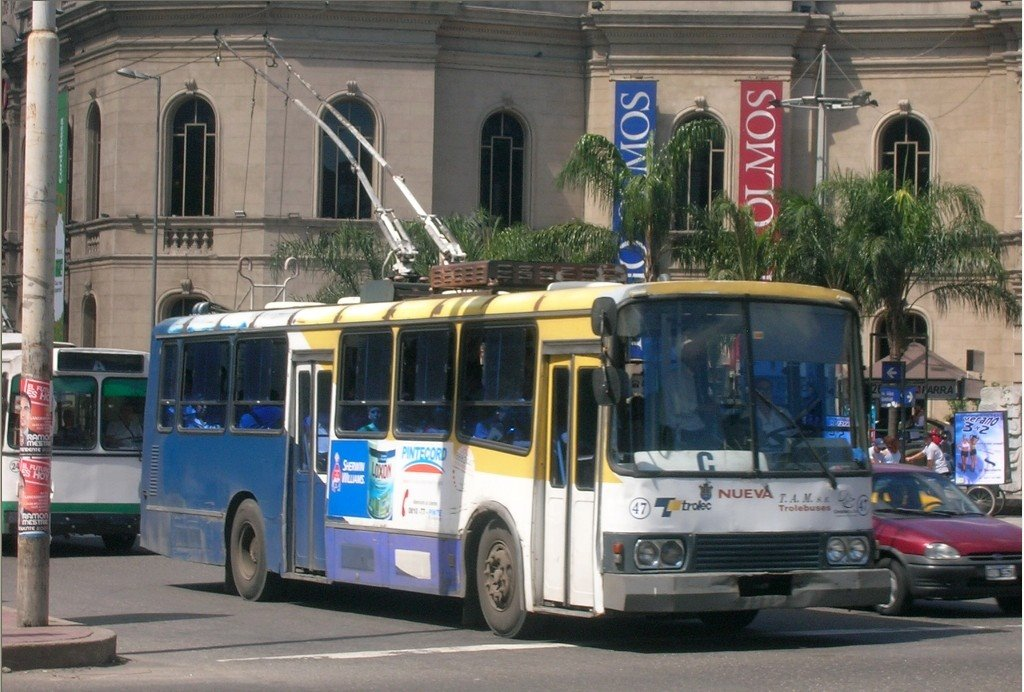
Trólebus chinês Norinco circulando na linha TC entre Vélez Sarsfield e Bv. San Juan

## Frota
No fim de 2006, a frota total do sistema era de 37 veículos
| Frota em serviço 2006 | Frota em serviço 2006 | Frota em serviço 2006 | Frota em serviço 2006 | Frota em serviço 2006 | Frota em serviço 2006 | Frota em serviço 2006 | Frota em serviço 2006 | Frota em serviço 2006 | Frota em serviço 2006 | Frota em serviço 2006 | Frota em serviço 2006 | Frota em serviço 2006 | Frota em serviço 2006 |
| --------------------- | --------------------- | --------------------- | --------------------- | --------------------- | --------------------- | --------------------- | --------------------- | --------------------- | --------------------- | --------------------- | --------------------- | --------------------- | --------------------- |
|                       | Jan                   | Fev                   | Mar                   | Abr                   | Mai                   | Jun                   | Jul                   | Ago                   | Set                   | Out                   | Nov                   | Dez                   |                       |
| Trólebus              | 31                    | 33                    | 34                    | 36                    | 34                    | 36                    | 36                    | 37                    | 36                    | 36                    | 40                    | 37                    |                       |

## Projetos para o futuro

### Ampliação da frota
Em 18 de junho de 2008 a prefeitura de Córdova assinou uma carta de intenções com a empresa  russa Trans-Alfa , onde estava prevista a aquisição de 25 trólebus. Essa encomenda foi postergada para 2009 ou 2010.

### Ampliação das linhas
A TAMSE planeja uma ampliação das linhas:
- TA- Mariano Fragueiro - Plaza de las Américas. Planeja se-se sua ampliação até Villa El Libertador.
- TB - B° Pueyrredón a B° Alto Alberdi., poderia ser ampliada até el Tropezón.
- TC - B° Ameghino - B° San Vicente , seria prolongada até a CPC Ruta 20.